# 2017 OF201
2017 OF201是一個擴展海王星外天體和矮行星候選者，估計直徑至少為550（340英里）。絕對星等在3到4之間，它可能是太陽系中沒有直接估計大小的最亮的已知物體。它的最後一次近日點通過是在1930年11月左右。截至2025年，它現時與太陽的距離為90.5天文單位，使其成為觀測到的最遙遠的太陽系天體之一。
2025年5月發佈的2017 of201最終可能會否定第九行星的存在，也可能否定海王星以外的行星。擴展海王星外天體的軌道方向傾向於聚集。這種聚集導致了一種假設，即一顆可能遙遠的行星影響了這些軌道。然而，2017 of201的軌道是少數與第九行星計算軌道反對齊的軌道之一（如2013 FT28和2015 KG163）。建模表明，儘管它可能處於臨時軌道上，這顆假想行星將在不到1億年的時間尺度內將2017OF201從其當前軌道上彈出。

## 軌道
2017 OF201的軌道遠遠超出海王星，平均距離為880天文單位（AU），大約需要25,000年才能完成圍繞太陽的軌道。2017 OF201 的軌道軌道離心率為0.95，軌道傾角為16.2°。2017 OF201擁有已知的跨海王星天體中的一個按遠日點分類的太陽系天體列表最遙遠的天體之一，與2013 SY99相似，被2019 EU5超越，這三個天體的近日點都在古柏斷崖內，因此與海王星有過一些相互作用。當該物體與太陽的最大距離約為1,630天文單位（0.0258光年）時，這將該物體放置在離散盤區域和估計的內歐特雲邊界附近。2017OF201的軌道是由海王星和數十億年的銀河潮汐共同塑造的。

## 物理特性
2017OF201的直徑未知，但據估計，它的直徑在550-850公里之間，處於可能的矮行星的範圍內。作為參考，冥王星的直徑為2376.6公里，而被廣泛認為是矮行星的創神星，直徑為1,090公里。

## 外部連結
- NASA JPL小天體瀏覽器上的2017 OF201
- Spin view of orbit, Sky trajectory 2011-2027  Tony Dunn